# Hirudo
Hirudo (Медична п'явка) — єдиний рід п'явок підродини Hirudininae з родини Hirudinidae ряду Безхоботні п'явки (Arhynchobdellida). Має 6 видів. Тривалий час вважалося, що існує 2 види (Hirudo medicinalis і Hirudo nipponia), незважаючи на гіпотезу італійського іхтіолога Карене щодо окремості видів. Лише у 2007 році дослідники Сергій Утевський з України та Петер Тронтель зі Словенії довели справедливість цього твердження. Представники цього роду відомі також під загальною назвою «медичних п'явок».

## Опис
Загальна довжина представників цього роду коливається від 10 до 15 см, завширшки 20-25 мм. Ці п'явки мають дві присоски: передню та задню. Задня присоска зазвичай використовується для тримання за тверду основу, тоді як через передня має 3 щелепи. Щелепи зазвичай складаються з близько 60-100 зубів. Тіло сплющене, до переду звужується. Поверхня тіла вкрита маленькими сосочками або зовсім їх позбавлено.
Забарвлення зазвичай чорне, зелене або коричневе зі світлим та навіть яскравим візерунком або з доволі тьмяним малюнком

## Спосіб життя
Зустрічаються в ставках, заплавних водоймах, невеличких озерах, річках з повільною течією, водоймам, що періодично пересихають. Переважно усі представники цього роду є інвазивними видами. Є ектопаразитами, живляться кров'ю різних земноводних, ссавців, людей.
Ці п'явки — гермафродити. Відкладають до 50-60 яєць купками біля води.

## Розповсюдження
Поширені в Євразії (від Великох Британії та південної Норвегії через Нідерланди, німеччину, північну Францію, Швейцарію, Італію, Угорщину, Балканській півострів, Східну Європу до південного Уралу; в південній Іспанії; від Малої через Кавказ до Середньої Азії, включно з Іран і північним Іраком; від Монголії до Японії і Тайваня, включно з КНР, а також на Далекому Сході Російської Федерації), в північно-західній Африці.

## Лікувальні властивості
Застосовуються в гірудотерапії (від назви роду пішла визначення системи лікування), насамперед медична і аптечна п'явки. З огляду на відносне швидке розмноження та пристосування розводяться в неволі для застосування з медичною метою.

## Види
- Hirudo medicinalis
- Hirudo nipponia
- Hirudo orientalis
- Hirudo sulukii
- Hirudo troctina
- Hirudo tianjinensis
- Hirudo verbana